# 阮雪榆
阮雪榆（1933年1月—2019年2月3日），祖籍广东中山，出生于上海，压力加工学家，中国工程院院士。
阮雪榆早年曾就读于大同大学附中二院、南洋模范中学等校。1950年考入交通大学机械工程系。1953年毕业并留校任教。1958年起他开始从事冷挤压技术的研究，成为中国在该领域研究中的开拓者之一。1983年建立上海模具技术研究所并出任所长兼总工程师。同年加入九三学社。1994年当选中国工程院院士。1996年在上海模具技术研究所基础上成立了模具CAD国家工程研究中心，阮雪榆出任中心主任。
他还曾任全国政协委员、上海交通大学材料科学与工程学院名誉院长、联合国教科文组织冷锻技术教席负责人、国际冷锻学会（ICFG）会员、国际环境保护与制造委员会（ICEM）常务委员等职。